# عبد الكريم كاصد
عبد الكريم كاصد (1946) شاعر وكاتب ومترجم وناقد أدبي عراقي. ولد في البصرة ونشأ بها. أكمل دراسته الابتدائية والمتوسطة والثانوية فيها. حصل على ليسانس في الفلسفة من جامعة دمشق سنة 1967، وعلى الماجستير في الترجمة من جامعة وستمنستر بلندن سنة 1993. عمل مدرساً لعلم النفس واللغة العربية في العراق والجزائر، وفي سنة 1978 غادر العراق إلى الكويت ثمّ إلى عدن حيث عمل محرّراً في مجلة الثقافة الجديدة اليمنية، وفي نهاية 1980 رحل إلى سوريا ثمّ إلى لندن أواخر 1990 حيث يقيم بها. له دواوين شعرية عديدة وترجمات أدبية ونصوص. يكتب بالعربية والإنجليزية ويتقن الفرنسية.

## سيرته
ولد عبد الكريم كاصد سنة 1366 هـ/ 1946 م في البصرة ونشأ بها. حصل على ليسانس في الفلسفة من جامعة دمشق سنة 1967، ثم زار باريس عدة مرات وتعلم الفرنسية التي أصبحت لغته الثانية التي يقرأ بها، ويترجم عنها. حصل على الماجستير في الترجمة من جامعة ويستمنستر – لندن سنة 1993، وبكالريوس في الأدب الإنجليزي من جامعة نورث لندن سنة 1995.

عمل مدرّسًا لعلم النفس واللغة العربية في العراق والجزائر، وفي عام 1978 غادر العراق إلى الكويت هارباً عبر الصحراء على جملٍ، ثمّ إلى عدن في اليمن الشمالي، حيث عمل محررًا في مجلة الثقافة الجديدة اليمنية، وفي نهاية 1980 رحل إلى سوريا حيث عمل كاتبًا ومترجمًا في الصحافة العراقية هناك، ثم رحل إلى لندن عام 1990.

انتخب سكرتيرًا لرابطة الكتاب والصحفيين والفنانيين العراقيين بفرع اليمن، ونائبًا للسكرتير العام للرابطة.

## جوائزه وتكريمه
- 2006: أقيم باسمه مهرجان المربد الشعري.[3]

## مؤلفاته
من دواوينه الشعرية:
- الحقائب، 1975
- النقر على أبواب الطفولة، 1978
- الشاهدة، 1981
- وردة البيكاجي، 1983
- نزهة الآلام، 1991
- سراباد، 1997
- دقّات لا يبلغها الضوء، 1998
- قفا نبكِ، 2002
- زهيريّات، 2005
- ولائم الحداد، 2008
- الديوان المغربيّ، 2009
- الفصول ليست أربعة، 2009
- هجاء الحجر، 2011
- حذام، 2011
- ديوان الأخطاء، 2014
- رقعة شطرنج، 2016
- من يعرف الأرض؟ من يعرف السماء؟، 2020 [6]

من مجموعات القصصية والمسرحية:
- المجانين لا يتعبون، 2004
- حكاية جندي، 2006

من ترجماته:
- كلمات، جاك بريفير، عن الفرنسية، 1981
- أناباز، سان جون بيزس، عن الفرنسية، 1987
- قصاصات، يانيس ريتسوس، عن الفرنسية، 1987
- عن الملائكة، رفائيل ألبرتي، عن الفرنسية، 2011
- نكهة الجبل، عن الإنجليزية، 2005
- ربة الشعر هي الكومبيوتر، عن الإنجليزية، 2011
- أفكار موجزة عن الخرائط، عن الإنجليزية، 2011
- البحث عن صورة هيجل، عن الإنجليزية، 2011
- هربرت زبغنييف، مختارات شعرية، عن الإنجليزية، 2014
- أمارجيت تشاندان، مختارات شعرية، عن الإنجليزية، 2020

من مؤلفاته أخرى:
- باتجاه الجنوب شمالاً، أدب الرحلات، 2011
- صورة مراكش، أدب الرحلات، 2017